# Chelsea (Londres)
Pour les articles homonymes, voir Chelsea.
Chelsea est un quartier de l'ouest de Londres, sur la Tamise.

## Histoire
Chelsea est cité au XIe siècle dans le Domesday Book sous le nom de Chelched, forme ancienne de Chalk Wharf, c'est-à-dire le « quai de craie ». 

On trouve également l'étymologie « île de graviers », de Chest (équivalent de l'allemand Kiesel, « gravier »), eye pour « île ».
Au XVIIIe siècle, le quartier s'est structuré autour de l'activité manufacturière de porcelaine.

## Monuments et sites remarquables

### Chelsea Old Church
Chelsea Old Church est située à l'angle de Old Church Street et de Cheyne Walk au bord de la Tamise. En 1157, une église normande occupe déjà ce site mais la première trace de son nom All Saints Church date de 1290. Différents styles architecturaux cohabitent dans cette église. La nef est classique alors que le chœur date du Moyen Âge et que l'autel est du XVIIe siècle. En 1528 Thomas More fait réaliser d'importants travaux dont la construction d'une chapelle destinée à son usage privé. Il demande à Hans Holbein le jeune de s'occuper des chapiteaux des piliers qui conduisent au chœur. More fait enterrer sa première épouse dans l'église et il souhaitait être aussi inhumé là avec sa seconde épouse. Cependant après son exécution, son corps est enterré dans une tombe anonyme située dans la tour de Londres. L'église est la  seule à Londres à posséder des ouvrages chaînés. En 1941, l'église médiévale est durement touchée par les bombardements allemands et après guerre elle est restaurée sur les plans de l'architecte Walter Godfrey.

### Autres sites

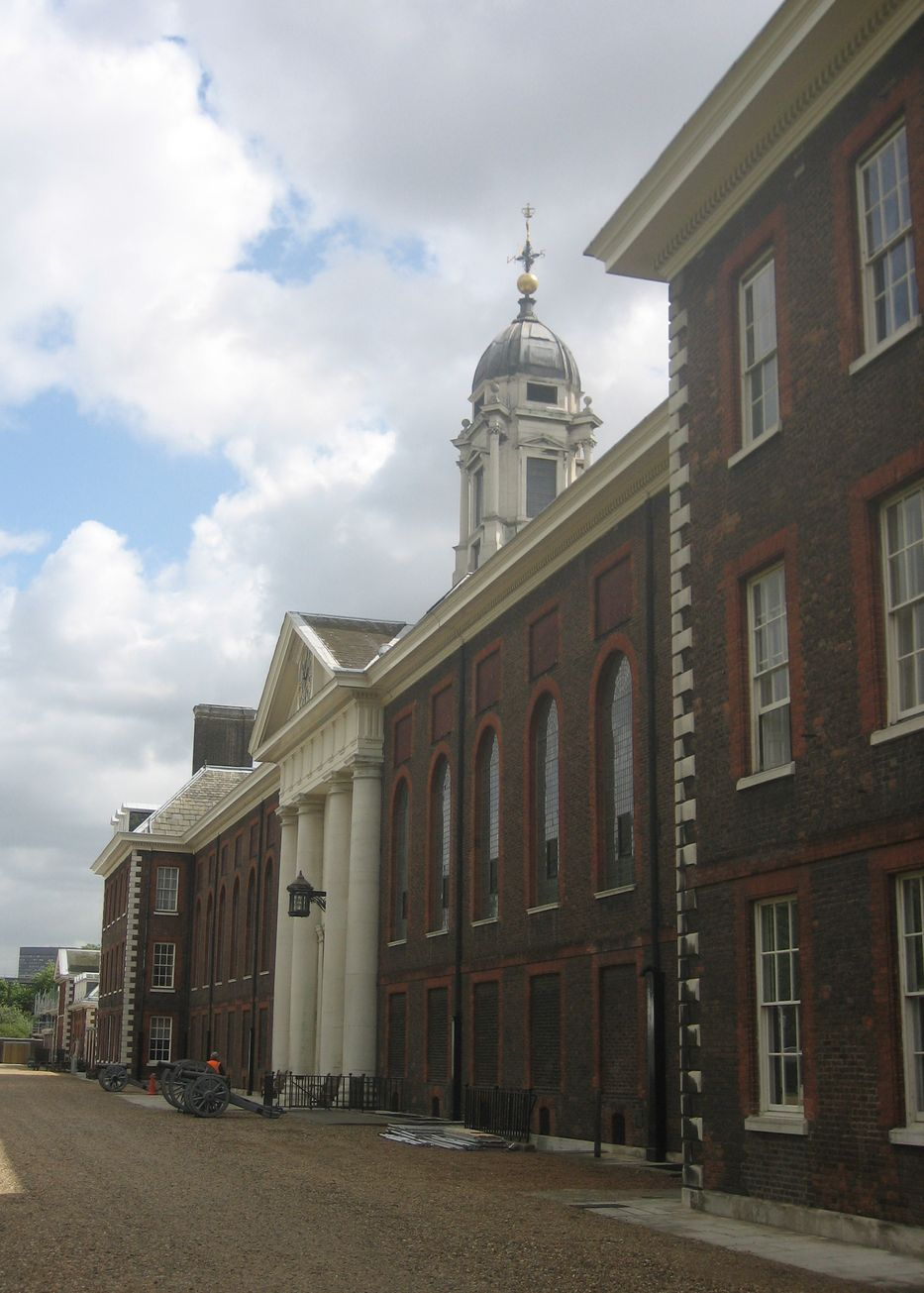
L'hôpital royal de Chelsea.

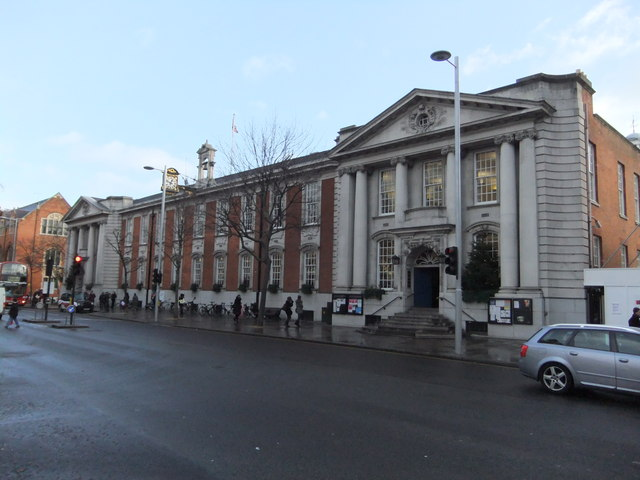
La bibliothèque et ancien hôtel de ville de Chelsea.

- Christ Church : église consacrée le 26 juin 1839, dépendant alors de la paroisse de Saint Luke, Sydney Street, paroisse à part entière en 1860. Cette église fut édifiée d'après les plans de l'architecte Edward Blore (1789-1879) grâce à l'aide financière de la famille Hydman. L'orgue provient de l'église Saint Michael Queenhithe, démolie lors du percement de Queen Vistoria Street en 1876. Il fut réalisé par England and Russel en 1779[3].

- The Royal Hospital Chelsea : à l'exemple de l'Hôtel Royal des Invalides à Paris, l'hôpital royal de Chelsea abrite les anciens soldats. Les bâtiments ont été conçus par Christopher Wren. La chapelle est ornée d'une fresque de Sebastiano Ricci. Devant l'hôpital se trouve une statue de Charles II d'Angleterre par Grinling Gibbons.

- The National Army Museum : ce musée évoque l'histoire de l'armée britannique de la Bataille d'Azincourt à nos jours. On y trouve notamment :
  - une représentation en plan-relief de la bataille de Waterloo,
  - le squelette d'un des chevaux de Napoléon ; il s'agirait de Marengo, cheval arabe de petite taille qui fut représenté par Jacques-Louis David dans son tableau Le Premier Consul franchissant les Alpes au col du Grand-Saint-Bernard.

- Carlyle's House : au no 24 de Cheyne Rowe se trouve la maison de l'historien Thomas Carlyle.

- Stamford Bridge : le stade de football de Chelsea est situé dans le quartier voisin de Fulham.

- Chelsea Town Hall : dans la rue King's Road, cet édifice, complété en 1918, était l'hôtel de ville de Chelsea quand le quartier avait son propre conseil. Après l'union en 1965 avec Kensington pour former l'actuel borough royal de Kensington et Chelsea, l'édifice a abrité la bibliothèque locale.

Canaletto, peintre vénitien de vedute du XVIIIe siècle, représente la ville à deux reprises à partir de l'autre rive de la Tamise.

Canaletto
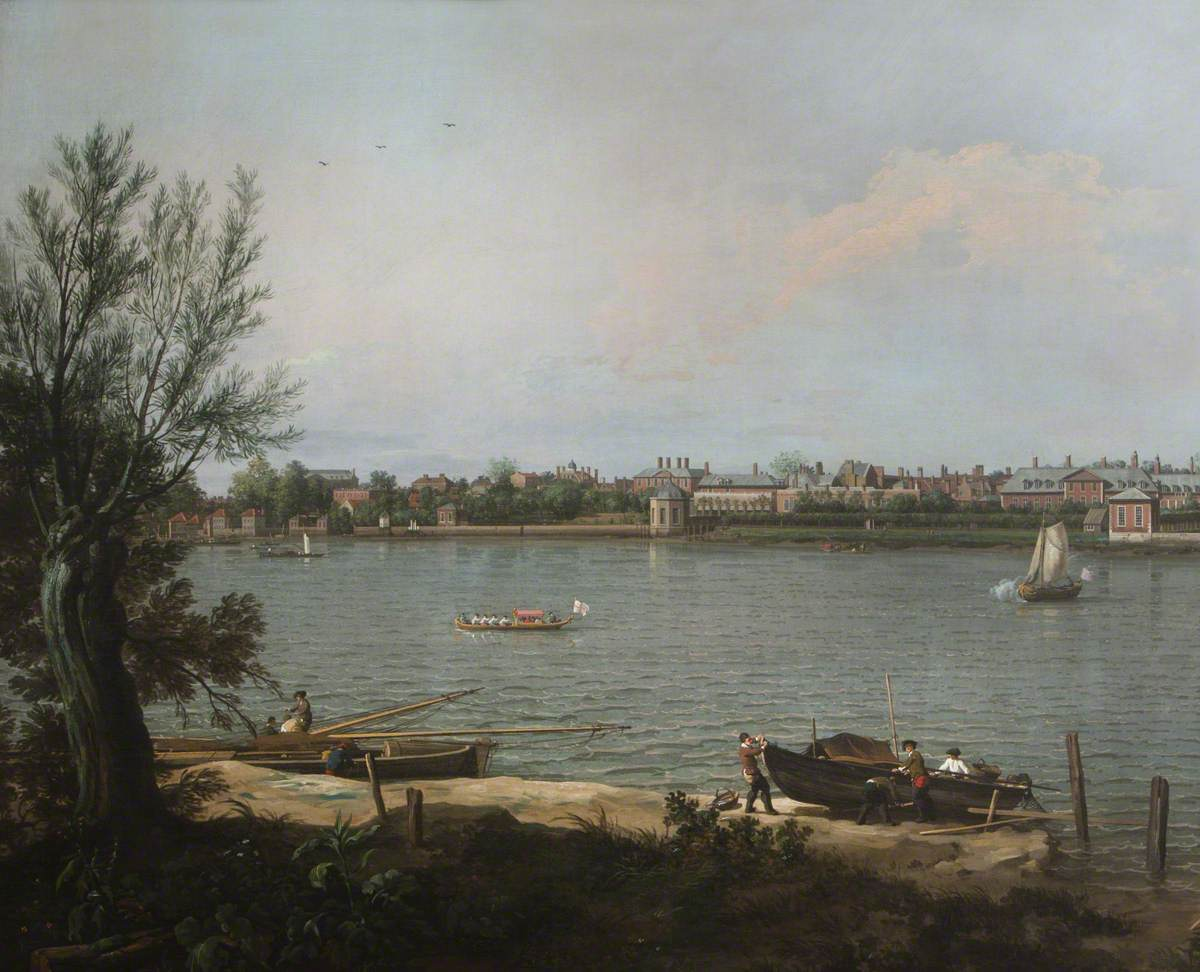
Chelsea vu de la Tamise à Battersea, 1751 Blickling Hall
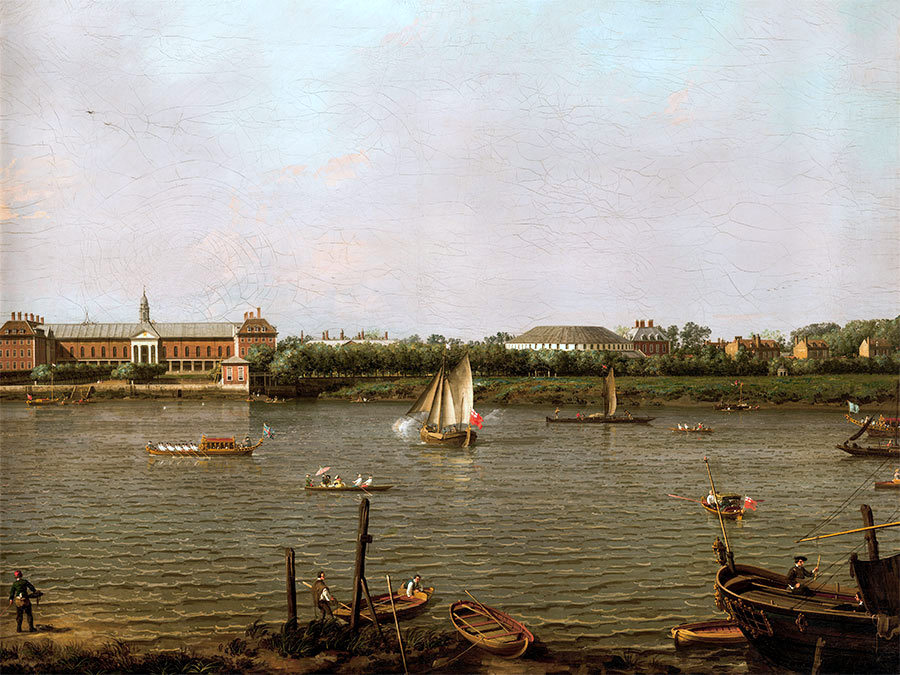
Le Collège de Chelsea, la rotonde la maison Ranelagh et la Tamise, 1751 Musée national des Beaux-Arts (Cuba)

## Club de football
Le Chelsea Football Club a remporté la Ligue des champions durant la saison 2011-2012 et la Ligue Europa la saison suivante (2012-2013), ce qui n'avait encore jamais été réalisé par aucun club. Lors de la saison 2020-2021 le club londonien remporte sa deuxième Ligue des champions de son histoire devenant ainsi la troisième équipe d’Angleterre la plus titrée dans cette compétition à ex æquo avec le Nottingham Forest Football Club.

## Exposition florale
Chaque mai depuis 1913, l'exposition florale de Chelsea a été tenue au Royal Hospital.

## Le quartier des artistes
Si Chelsea a eu la réputation d'être le quartier des artistes, il n'en est plus de même aujourd'hui.
Au XIXe siècle des peintres comme Dante Gabriel Rossetti, J. M. W. Turner, James McNeill Whistler, William Holman Hunt et John Singer Sargent y vivent et y travaillent. Le mouvement préraphaélite s'y développe. Beatrice Whistler (1857-1896) artiste et designer, fille du sculpteur écossais John Birnie Philip (en) est née à Chelsea. Elle y habite avec son deuxième mari Whistler à Tower House, 33 Tite Street, puis en 1889 au 21 Cheyne Walk.
Les jardins de Cremorne peints par Whistler, étaient populaires comme lieu de divertissement, proposant des concerts, des danses et, comme dans le tableau "La Roue de feue", des feux d'artifice nocturnes. Ils ont été fermés en 1877 en raison de plaintes répétées du quartier concernant le bruit et le chahut.

Chelsea par Whistler
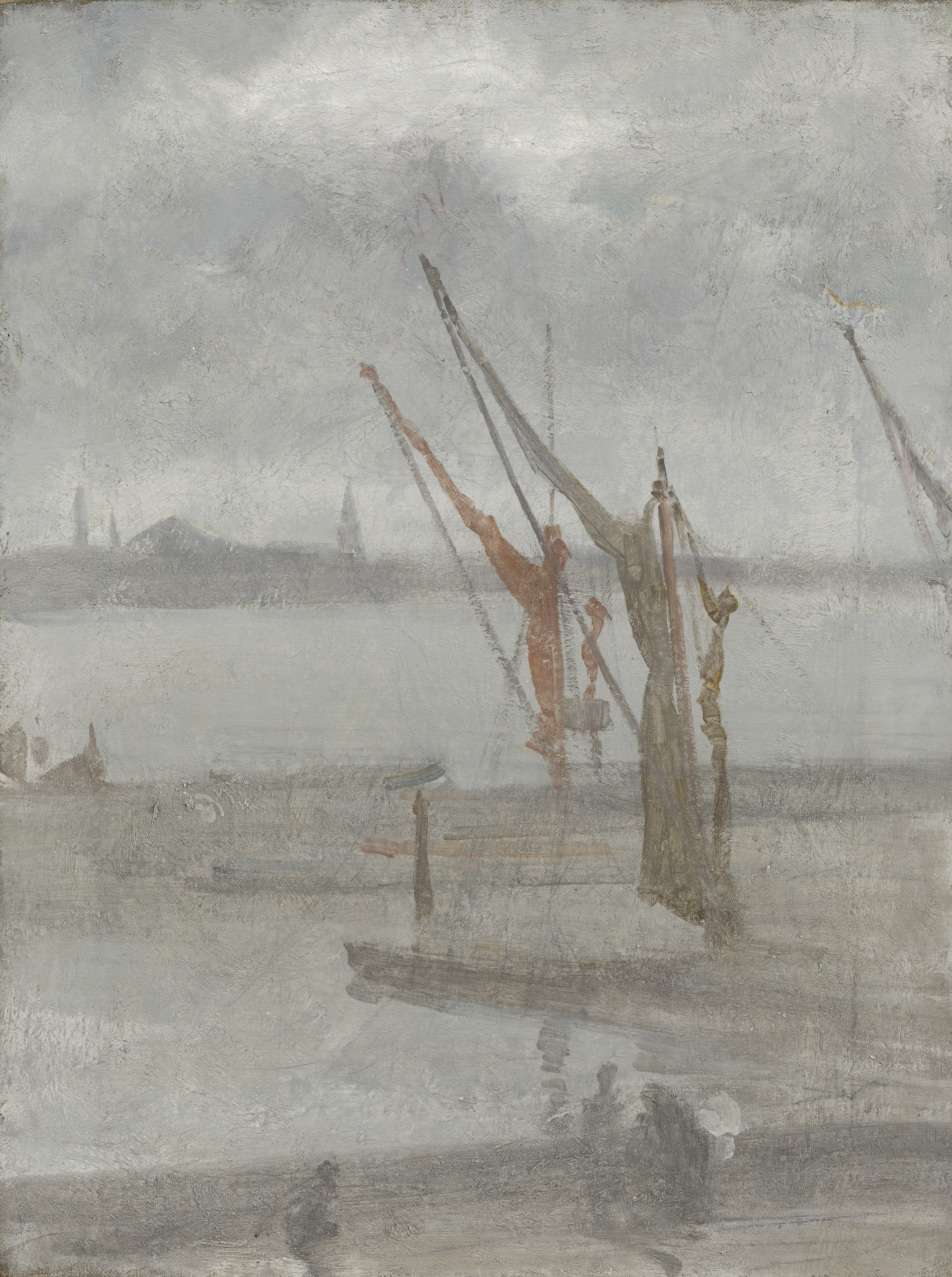
Grey and Silver: Chelsea Wharf, 1864-1868 Washington, National Gallery of Art
Nocturne in Black and Gold, the Falling Rocket (Nocturne en noir et or : la fusée qui retombe), 1875 Detroit Institute of Arts
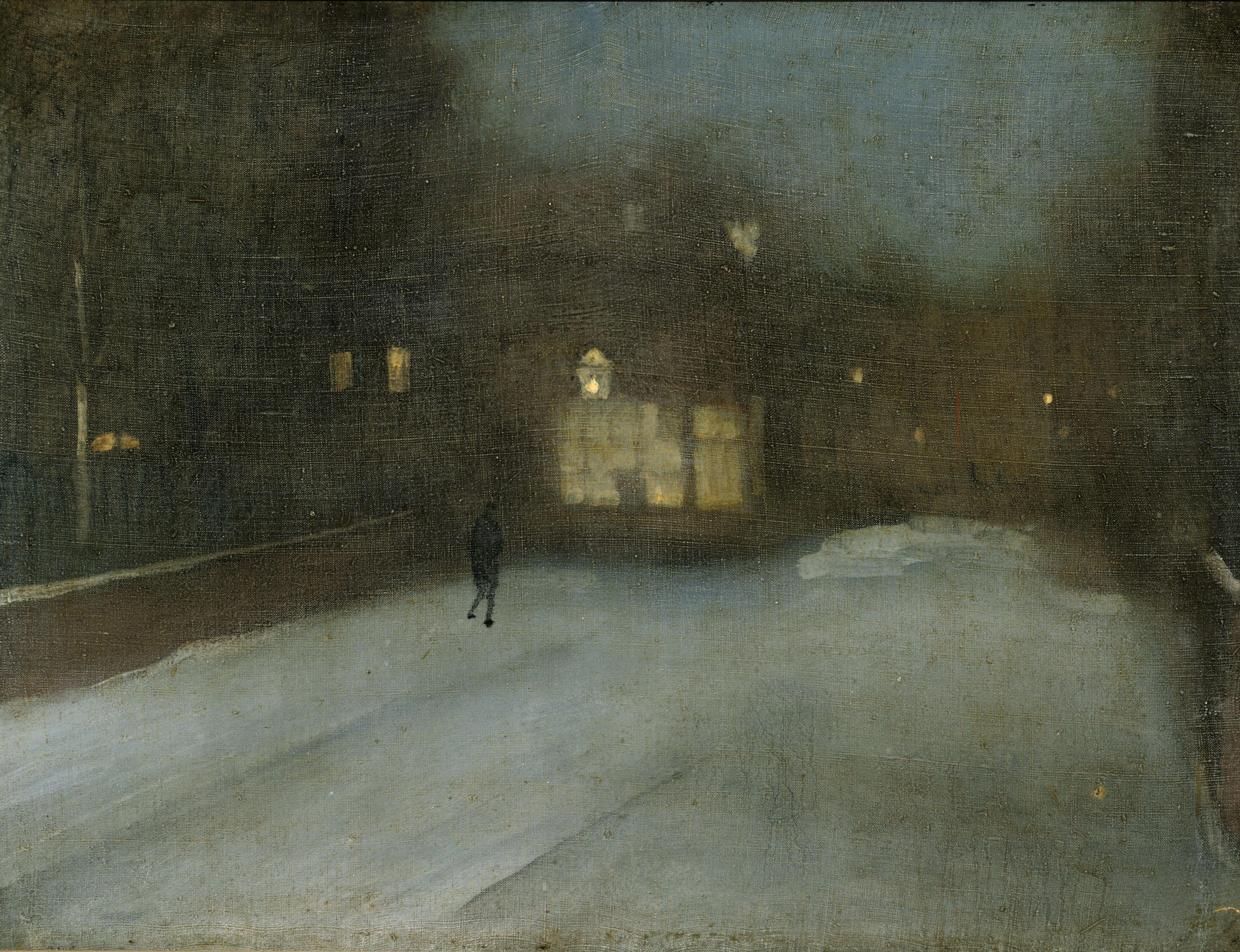
Nocturne in Grey and Gold: Chelsea Snow (Gris et or : neige), 1876 Cambridge (Massachusetts), Fogg Art Museum

Le peintre de la Marine breton Léopold Pascal s'y installe après la Seconde Guerre mondiale.
À Chelsea s'installent aussi des auteurs comme  George Meredith, Algernon Charles Swinburne, Leigh Hunt et Thomas Carlyle. Jonathan Swift vécut à Church Lane, Richard Steele et Tobias Smollett à Monmouth House.

## Chelsea dans la fiction
George Smiley, le personnage récurrent des romans de John le Carré, vit à Chelsea, au 9, Bywater Street.

## Citation
En 1978, le chanteur britannique Elvis Costello a sorti une chanson intitulée (I don't want to go to) Chelsea. Il a raconté par la suite que les chauffeurs de taxi plaisantaient à ce sujet chaque fois qu'Elvis Costello leur demandait de l'amener à Chelsea.